# 벌거숭이궁둥이무덤박쥐
벌거숭이궁둥이무덤박쥐(Taphozous nudiventris)는 대꼬리박쥐과에 속하는 박쥐의 일종이다. 알제리와 부르키나 파소, 차드, 콩고민주공화국, 지부티, 이집트, 에리트레아, 가나, 인도, 이스라엘, 요르단, 케냐, 모리타니, 모로코, 미얀마, 니제르, 나이지리아, 파키스탄, 세네갈, 소말리아, 수단, 탄자니아, 토고 그리고 터키에서 발견된다. 자연 서식지는 건조 사바나 지역과 아열대 또는 열대 기후 지역의 건조 관목 지대와 건조 저지대 초원, 동굴과 뜨거운 사막 지대이다.